# جو جونگ هیوک (بازیگر، زاده ۱۹۸۳)
جو جونگ هیوک (کره‌ای: 주종혁؛ زادهٔ ۲۹ اکتبر ۱۹۸۳) که با نام رایان (کره‌ای: 라이언؛ انگلیسی: Ryan) شناخته می‌شود، بازیگر و خواننده اهل کره جنوبی است.
او از دانشگاه چونگ آنگ در رشته تئاتر و فیلم فارغ‌التحصیل شده‌است. او به زبان‌های کره‌ای، انگلیسی و ژاپنی مسلط است.

## فیلم‌شناسی

### فیلم
| سال | عنوان                           | نقش | توضیحات | منابع |
| --- | ------------------------------- | --- | ------- | ----- |
| ن/م | One Ten Thousandths of a Second |     |         | [ ۳ ] |

### مجموعه تلویزیونی
| سال  | عنوان                       | نقش                        | توضیحات |
| ---- | --------------------------- | -------------------------- | ------- |
| ۲۰۰۵ | بانجون دراما                |                            |         |
| ۲۰۰۶ | عشق رنگین‌کمانی              |                            |         |
| ۲۰۰۶ | شکستن                       |                            |         |
| ۲۰۰۷ | سلام خانم                   | لی جون یونگ                |         |
| ۲۰۰۷ | من سم هستم                  | جی سون هو                  | [ ۱ ]   |
| ۲۰۰۷ | دراما سیتی                  |                            |         |
| ۲۰۲۱ | خانواده رؤیایی من باش       | هیون شی ووک، بازاریاب کتاب | [ ۴ ]   |
| ۲۰۲۳ | عاشق اینم که ازت متنفر باشم | سو یونگ کی                 | نتفلیکس |

### برنامه تلویزیونی
| سال  | عنوان                  | توضیحات      |
| ---- | ---------------------- | ------------ |
| ۲۰۱۷ | پادشاه خواننده نقابدار | قسمت ۱۱۹–۱۲۰ |